# بليك ألدريدغ
بليك ألدريدغ (بالإنجليزية: Blake Aldridge)‏ هو غطاس بريطاني، ولد في 4 أغسطس 1982 في لندن في المملكة المتحدة.

## وصلات خارجية
- بليك ألدريدغ على موقع الاتحاد الدولي للسباحة (الإنجليزية)
- بليك ألدريدغ على موقع اللجنة الأولمبية الدولية (الإنجليزية)
- بليك ألدريدغ على موقع أوليمبيديا (الإنجليزية)
- بليك ألدريدغ على موقع اللجنة الأولمبية البريطانية (الإنجليزية)